# Et cetera
Der lateinische Ausdruck et cetera (Abkürzung etc.), von ceterus „übriger, der übrige“, wird im Sinne von „und so weiter“ zur Abkürzung einer Aufzählung verwendet und bedeutet wörtlich „und die übrigen [Dinge]“.

## Verwendung
Aus dem Lateinischen ist et cetera in mehrere europäische Sprachen übergegangen. Meist wird die Abkürzung etc. verwendet. Vor etc. oder et cetera wird im Deutschen kein Komma gesetzt, da das et einem und entspricht.
In mittelalterlichen und frühneuzeitlichen Handschriften steht etcetera (bzw. eine dem etc. ähnliche Abbreviatur, bestehend aus Tironischer Note für et und in Schleifenligatur ohne Spatium angeschlossenem c und darüber cc-a) üblicherweise zur Markierung des Endes eines Textabschnittes.
Die Verstärkung etc. pp. setzt sich zusammen aus etc. und pp., das selbst wiederum eine Abkürzung für perge, perge („fahre fort, fahre fort“) sein soll, nach anderer Erklärung direkt aus der Abbreviatur einer Tironischen Note abgeleitet ist, die den Buchstaben „PP“ ähnelt.
Die Wiederholung etc. etc. hat eine steigernde Wirkung. Solche Wiederholungen finden sich etwa bei Herrschertiteln, wenn die vollständige Aufzählung aller Titel (großer Titel) sehr lang wäre, zum Beispiel: Wilhelm, von Gottes Gnaden König von Preußen etc. etc. etc.

## Historische Schreibvarianten
Der Abkürzungspunkt nach etc. und nach anderen Abkürzungen ist eine neuere orthographische Konvention.
Anstelle von etc. wurde früher auch &c. geschrieben. Das erste Zeichen dieser Form ist das Et-Zeichen.
In Handschriften und Frakturdrucken taucht auch die Form ⁊c. auf. Das erste Zeichen dieser Form ist ein tironisches Et, dessen Glyphe in Drucktypen des 18. und 19. Jahrhunderts regelmäßig mit der des runden r übereinstimmt.

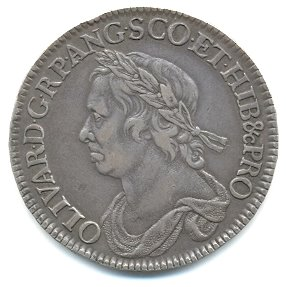
&c auf einer englischen Münze von 1658
Die beiden Varianten im Vergleich
⁊c. in der Alten Schwabacher
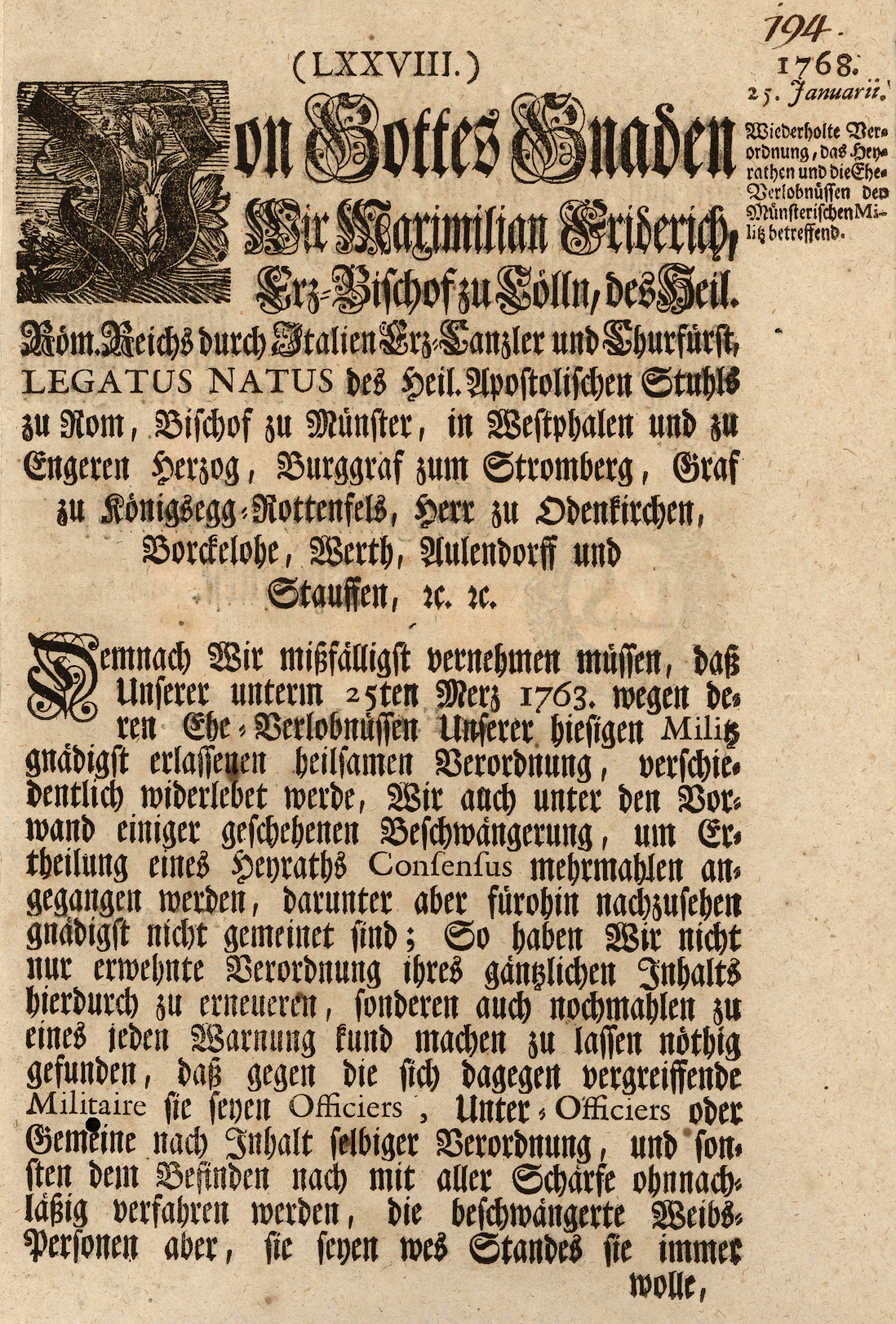
Doppeltes ⁊c. am Ende einer Titelaufzählung, 1768

## Vergleichbar
- et alii (Abkürzung et al.) – und andere
- et quae sequuntur (Abkürzung eqs.) – und was folgt, und so weiter
- et sequens (Abkürzung et seq.) – und folgende / folgender / folgendes
- et sequentes (Abkürzung et seqq.) – und mehrere folgende mit verdoppeltem q zur Anzeige des Plurals
- und so weiter (Abkürzung usw.)
- und andere, und anderes (Abkürzung u. a.)
- und dergleichen, und dergleichen mehr (Abkürzung u. dgl., u. dgl. m.)
- und so weiter und so fort (Abkürzung usw. usf.)
- … (Auslassungspunkte)